# Corts de Barcelona (1368-1369)
Les Corts Catalanes varen ser convocades pel rei Pere el Cerimoniós a Barcelona en 1368-1369, durant el període de regència de la Generalitat de Catalunya.
El rei segueix demanant el finançament per a la guerra de Sardenya que no li havia estat concedit a les anteriors Corts i per atendre les peticions de Bertrand du Guesclin que reclamava el pagament pel seu suport contra Castella. Aquest cop rep 150.000 lliures per a aquest fi. Pel que fa a la guerra contra la revolta a Arborea (Sardenya) encapçalada per Marià IV d'Arborea, el rei va obtenir unes altres 150.000 lliures. Pere Vicenç, el primer regent de la suspesa Diputació, va passar comptes davant d'aquestes Corts reforçant la seva posició.